# María Luisa Garza
María Luisa Garza Garza (Cadereyta Jiménez, Nuevo León; 15 de agosto de 1885 - Ciudad de México, 15 de noviembre de 1980) fue una periodista, escritora, activista y educadora mexicana que escribió bajo el seudónimo de Loreley. Formó parte del movimiento literario denominado «El México de Afuera» durante su exilio en los Estados Unidos y promovió activamente la protección de los niños, los valores familiares y el movimiento por la templanza.

## Biografía
María Luisa Garza nació el 15 de agosto de 1885 en Cadereyta Jiménez, Nuevo León, México; sus padres fueron Francisco Garza González y Petra Garza Quintanilla. Contrajo matrimonio con el médico y escritor Adolfo Cantú Jáuregui y tuvieron cuatro hijos. Su hijo Federico fue un conocido pintor y escultor. Su hija Diana se casó con el guionista, director y productor de cine Gilberto Martínez Solares.
Garza se trasladó al estado de Texas durante la Revolución Mexicana y se estableció en la ciudad de San Antonio, donde comenzó a escribir para los periódicos La Época, El Imparcial de Texas y La Prensa. Una de sus más destacadas colaboraciones periodísticas de esta etapa fue la columna titulada «Crónicas Femeninas», que escribió bajo el seudónimo de Loreley, en la que daba consejos sobre el papel que debía desempeñar la mujer mexicana en el exilio desde el punto de vista conservador, que postulaba que la mujer tenía que dedicarse al hogar, pero también prepararse mejor por el bien de su familia. También fundó la revista Alma Femenina y participó en el movimiento literario denominado «El México de Afuera». Se dedicó a promover la protección de los niños, los valores familiares y el movimiento por la templanza y además fue presidenta de la Cruz Azul Mexicana, una organización de voluntarios que proporcionaba atención médica a la comunidad mexicana en Estados Unidos.
Cuando regresó a México vivió en la ciudad de Monterrey y trabajó en educación, ocupando algunos cargos de importancia como secretaria o directora de diversos centros educativos. Escribió para el periódico El Universal Gráfico y el semanario Renacimiento. Fue invitada por el general Álvaro Obregón y José Vasconcelos a la Ciudad de México en 1923, donde conoció a Gabriela Mistral, quien se convirtió en buena amiga suya. Garza fue fundadora del Instituto Nacional de Protección a la Infancia (INPI), que ideó basada en las organizaciones de cuidado infantil que conoció en una de sus visitas a los Estados Unidos.
Falleció en la Ciudad de México el 15 de noviembre de 1980. Fue sepultada en el Panteón Jardín.

## Obra
Entre sus obras se encuentran:
- Hojas Dispersas
- Alma femenina (1921)
- La novia de Nervo (1922)
- Los Amores de Gaona (1922)
- Loreley- Poemas (1923)
- Alas y quimeras (1924)
- Escucha (1928)
- Alma femenina-Califronia (1929)
- Téntaculos de fuego (1930)
- Soñando un hijo (1937)